# Església parroquial de Sant Jaume Apòstol (Onil)
L'església parroquial d'Onil se situa en la part Oest del Palau Municipal o del Marqués de Dosaigües. Va ser acabada en 1778.
Solament existeix una nau en la qual les pilastres són de pedra, com tot el conjunt, amb capitells i arcs de mig punt, molt sobris i sense ornamentació. Les voltes són de canó, apuntalades amb arcs torals de mig punt i diagonals amb arestes que descriuen ogives. Els plànols o superfícies laterals compreses entre les arestes diagonals, estan pintades al fresc, representant virtuts Teologals i Cardinals, molt retocats en una lamentable restauració l'any 1924.
La capella del Baptisteri, juntament amb el retaule del "Mestre" d'Onil del segle xv, són els més preuats tresors de l'Església. En aquesta va intervenir fonamentalment l'artista Eusebio Sempere. La decoració està composta per set peces amb profusió de personatges bíblics i religiosos. En la cúpula de la volta figuren els quatre evangelistes. Aquesta obra es va executar l'any 1950
El retaule de Sant Jaume, forma un conjunt de 5 m d'alt per 3,2 m d'ample. Està erigit a l'Apòstol Sant Jaume el Major, que apareix representat en la taula central amb els seus atributs.